# Phidippus johnsoni
Phidippus johnsoni là một loài nhện trong họ Salticidae.
Loài này thuộc chi Phidippus. Phidippus johnsoni được Elizabeth Maria Gifford Peckham & George William Peckham miêu tả năm 1883.

## Hình ảnh

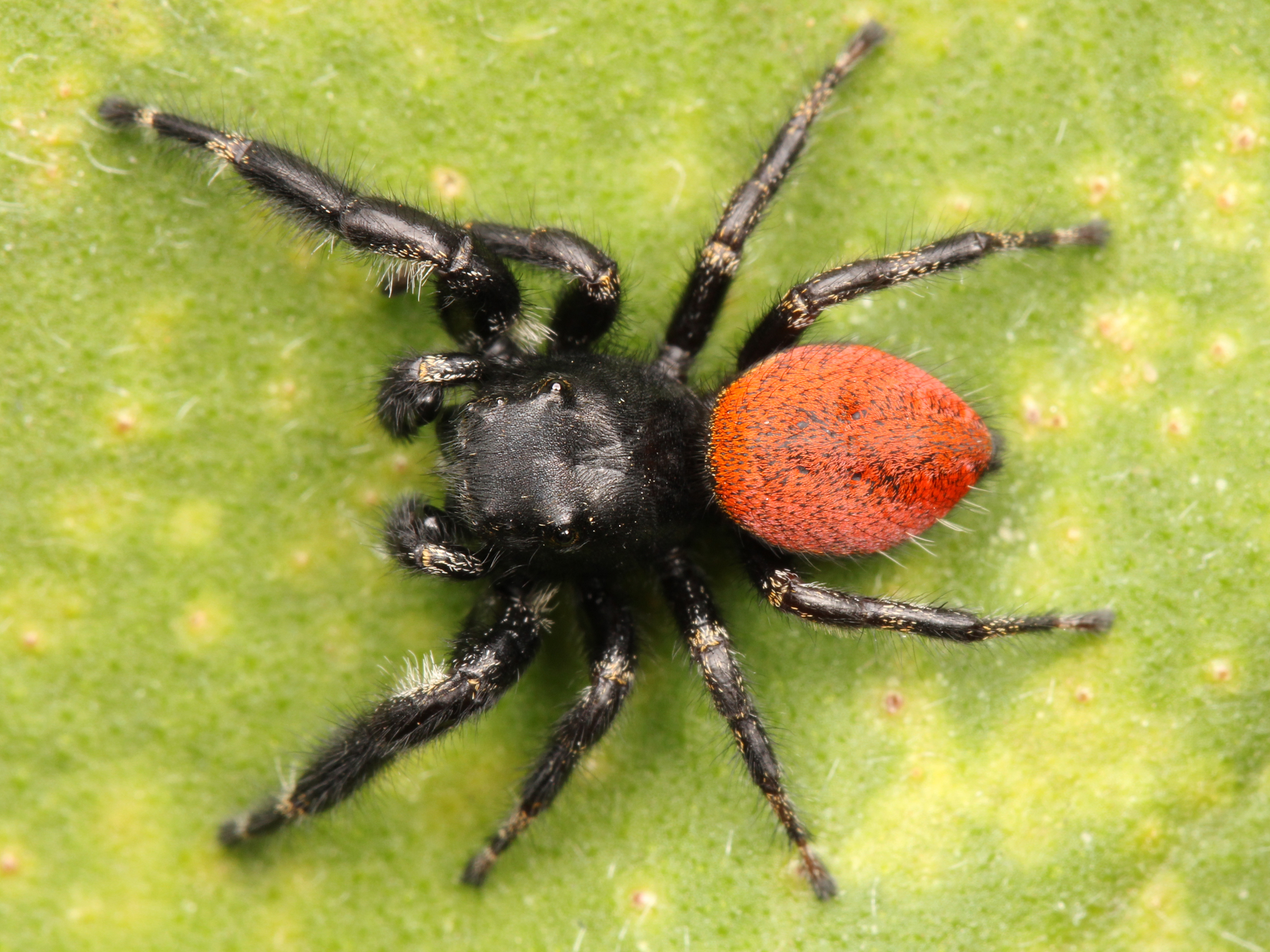
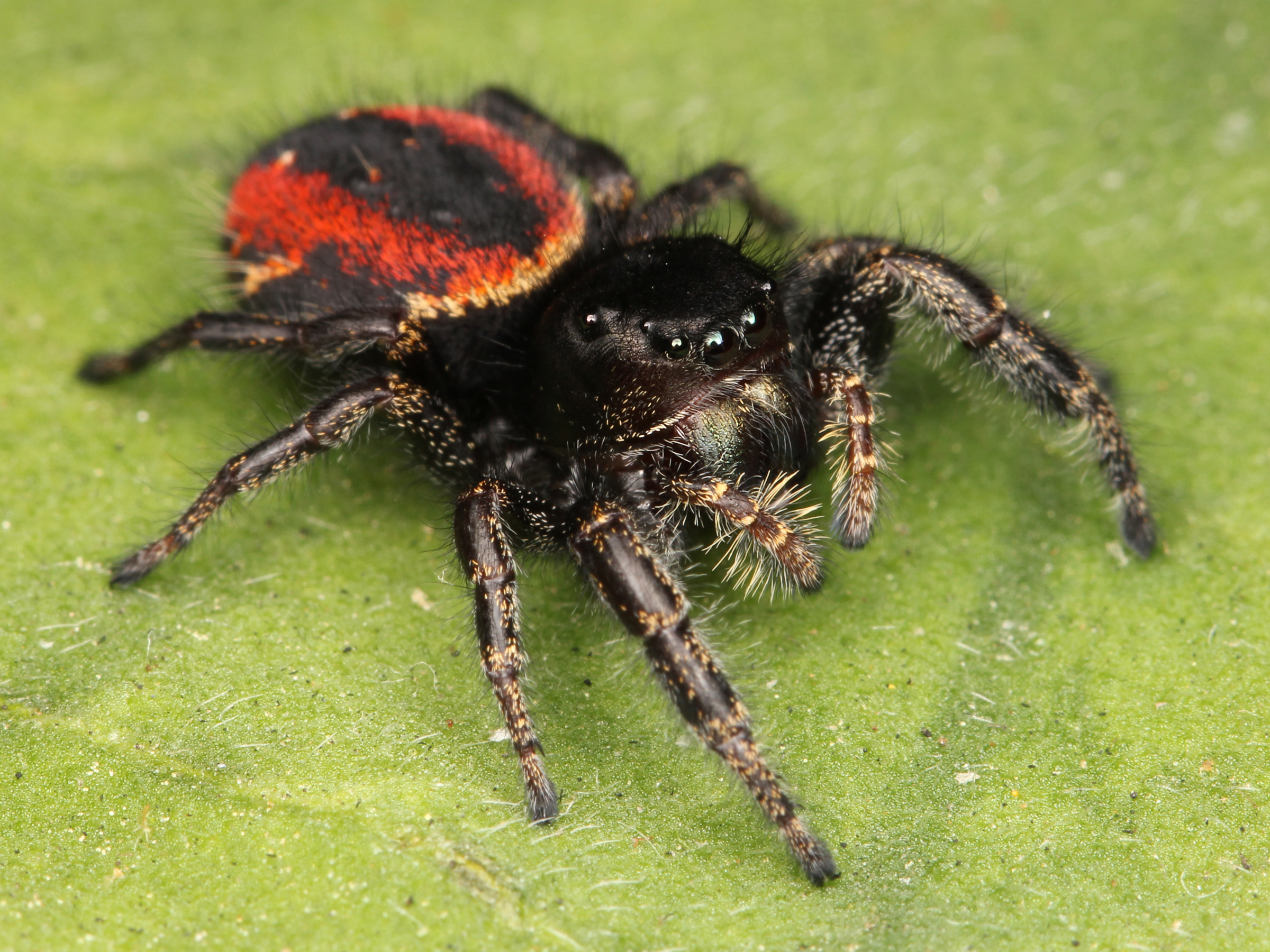
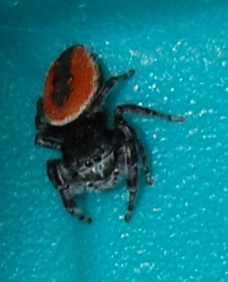
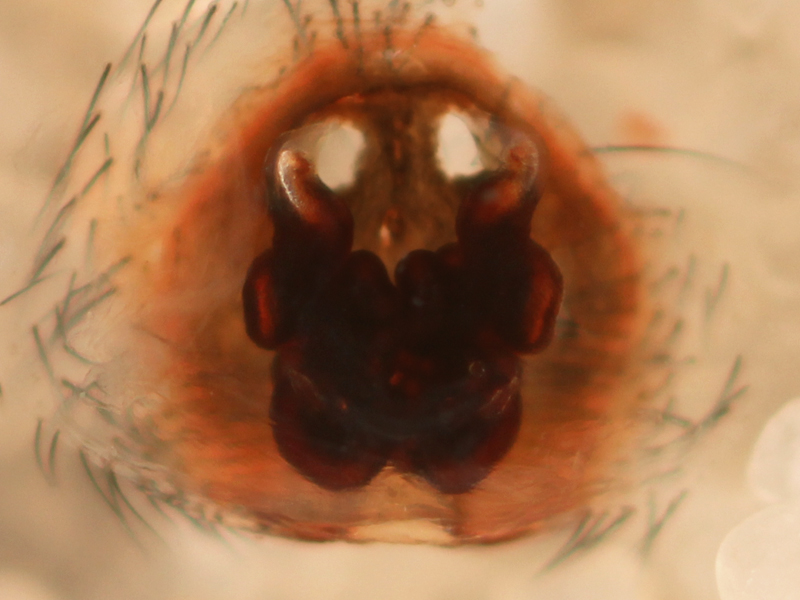